# Theodor-Heuss-Gymnasium (Ludwigshafen)
Das Theodor-Heuss-Gymnasium (Abkürzung: THG) ist das älteste Gymnasium der Stadt Ludwigshafen am Rhein mit altsprachlichem und musikalischem Schwerpunkt.

## Geschichte
Seit der Gründung der Stadt Ludwigshafen waren ihre Einwohner auf das höhere Schulwesen der Nachbarstadt Mannheim angewiesen. Um diesem Missstand abzuhelfen, wurde per Regierungserlass vom 26. September 1873 eine staatliche vierklassige Lateinschule eingerichtet und 1894 mit der Aufstockung bis zur 6. Klasse in ein Progymnasium umgewandelt, das die Ablegung des Einjährig-Freiwilligen-Examens ermöglichte. 1898 wurde die Schule zum Vollgymnasium erhoben. Die ersten dreizehn Abiturienten legten ihre Reifeprüfung im Jahre 1901 ab. Insgesamt besuchten die Schule in diesem Jahr 234 Schüler. Die Schulleiter waren bis dahin: Franz Xaver Dörschl (1. Oktober 1873 bis 10. November 1874), Franz Binder (14. November 1874 bis 20. September 1878), Franz Böhm (20. September 1878 bis 30. August 1893), Joseph Füger (1. Oktober 1892 bis 1. September 1898), Dr. Friedrich Schmidt (1. September 1898 bis 1. September 1902) und Dr. Philipp Stumpf (ab 1. Februar 1902).
Ab dem Jahr 1919 wurden per ministerieller Entschließung auch Mädchen zum humanistischen Gymnasium zugelassen. 1920 wurde ein realgymnasialer Zug mit der zweiten Fremdsprache Englisch anstelle von Altgriechisch eingerichtet.
1948 wurde das Gymnasium in einen humanistischen und einen realgymnasialen Zweig aufgeteilt. Deshalb trug die Schule 1950 die amtliche Bezeichnung „Staatliches Alt- und Neusprachliches Gymnasium“.
Im Jahr 1964 erhielt das Gymnasium in Erinnerung an den ersten Bundespräsidenten der Bundesrepublik Deutschland, Theodor Heuss, seinen heutigen Namen.

## Besonderheiten
Bekannt wurde das Gymnasium unter der Leitung von Oberstudiendirektor Thomas für seine engen Beziehungen zu Carl Orff und seinem Werk. Orffs Carmina Burana wurden mehrfach szenisch aufgeführt. Ende der 80er Jahre wurde ein musischer Schwerpunkt eingerichtet.
Der Arbeitskreis Lebendige Antike, der gemeinsam von der Volkshochschule Ludwigshafen und dem Theodor-Heuss-Gymnasium getragen wird, führt regelmäßige Vortragsveranstaltungen und Exkursionen mit renommierten Altertumswissenschaftlern aus dem gesamten deutschsprachigen Raum durch.
Seit März 2006 kann am Theodor-Heuss-Gymnasium als einziger staatlicher Schule in Rheinland-Pfalz das International Baccalaureate erworben werden.
Im Rhythmus von anderthalb Jahren findet ein Austausch mit der Okemos High School statt.
Seit dem Schuljahr 2016/17 bietet das Theodor-Heuss-Gymnasium für die Klassen 5 und 6 eine Streicherklasse an. Im Rahmen des Musikunterrichts erlernen die Schülerinnen und Schüler ein Streichinstrument.

## Schulfächer
In der Unterstufe werden die Fächer Bildende Kunst, Deutsch, Englisch, Erdkunde, Latein, Mathematik, Musik, NaWi, Sport und Religion/Ethik unterrichtet, wobei der Lateinunterricht in der 5.- und der Englischunterricht in der 6. Klasse beginnt.
Ab der Mittelstufe kommen noch Sozialkunde und Geschichte hinzu, während NaWi durch Biologie, Chemie und Physik ersetzt wird. Ebenfalls belegen die Schüler eine weitere Fremdsprache, je nach Wahl Altgriechisch oder Französisch.
In der Oberstufe besteht die Möglichkeit, Philosophie, Darstellendes Spiel und Informatik zu wählen.

## Schulgebäude
Die Lateinschule bezog 1873 Räumlichkeiten im bisherigen Volksschulgebäude am Bismarckplatz neben der St. Ludwigskirche. 1875 erhielt sie ein eigenes Gebäude in der Schulstraße neben der Maxschule. Im Sommer 1938 kehrte sie an den früheren Standort in der Bismarckstraße zurück, wo 1904–1906 für die damalige Höhere Töchterschule (heute: Geschwister-Scholl-Gymnasium) ein eklektizistischer Neubau im Stil der Zeit entstanden war. 1970 wurde der nach Plänen von Professor Müller (Vorentwurf: 1965) errichtete moderne Neubau an der Freyastraße im Stadtteil West bezogen. Das alte Gymnasialgebäude in der Bismarckstraße beherbergt heute eine Berufsbildende Schule.

## Persönlichkeiten
| Name                            | Lebensdaten | Beziehung zum THG                              | Tätigkeit |
| ------------------------------- | ----------- | ---------------------------------------------- | --- |
| Adam Ritzhaupt                  | 1882–1976   | Schüler und Abiturient des Gymnasiums          | Pfarrer, Theologe, Erzähler                                                                                     |
| Apache 207 (bürg. Volkan Yaman) | * 1997      | Schüler und Abiturient des Gymnasiums          | Rapper |
| Hermann Barth                   | 1945–2017   | Schüler und Abiturient des Gymnasiums          | Pastor, Theologe                                                                                                |
| Albert Becker                   | 1879–1957   | Gymnasialassistent am Humanistischen Gymnasium | Historiker und Volkskundler, Begründer der wiss. Volkskunde in der Pfalz                                        |
| Leonhard Birnbaum               | * 1967      | Schüler und Abiturient des Gymnasiums          | Vorstandsvorsitzender der E.ON SE                                                                               |
| Ernst Bloch                     | 1885–1977   | Schüler und Abiturient des Gymnasiums          | Marxistischer Philosoph                                                                                         |
| Werner W. Boehm                 | 1913–2011   | Schüler und Abiturient des Gymnasiums          | Sozialarbeitswissenschaftler                                                                                    |
| Bernhard Braun                  | * 1958      | Schüler und Abiturient des Gymnasiums          | Politiker |
| Heinrich Bürcky                 | 1895–1973   | Schüler und Abiturient des Gymnasiums          | Offizier, Generalmajor                                                                                          |
| Fritz Ecarius                   | 1886–1966   | Schüler und Abiturient des Gymnasiums          | Oberbürgermeister von Ludwigshafen (1930–1937), MdL (CDU)                                                       |
| David Guthier                   | * 1989      | Schüler und Abiturient des Gymnasiums          | Politiker |
| Lambert Hamel                   | * 1940      | Schüler und Abiturient des Gymnasiums          | Schauspieler und Synchronsprecher                                                                               |
| Christine Haderthauer           | * 1962      | Schülerin und Abiturientin des Gymnasiums      | Ehem. Generalsekretärin der CSU, bayerische Staatsministerin für Arbeit und Sozialordnung, Familie und Frauen   |
| Edgar Julius Jung               | 1894–1934   | Schüler und Abiturient des Gymnasiums          | Konservativer Politiker, Opfer des Nationalsozialismus, Verfasser der Marburger Rede von Franz von Papen (1934) |
| Franz Jung                      | * 1966      | Schüler und Abiturient des Gymnasiums          | Deutscher Römisch-Katholischer Theologe und Bischof von Würzburg                                                |
| Jochen Kölsch                   | * 1947      | Schüler und Abiturient des Gymnasiums          | Fernsehjournalist, Autor und Regisseur, Medienmanager und Hochschullehrer                                       |
| Robert Lauterborn               | 1869–1952   | Schüler der Lateinschule                       | Hydrobiologe, Zoologe, Botaniker und Wissenschaftshistoriker                                                    |
| Ernst A. Lehmann                | 1886–1937   | Schüler und Abiturient des Gymnasiums          | Luftschiffkapitän und -bauer                                                                                    |
| Karl Litzenburger               | 1912–1997   | Schüler und Abiturient des Gymnasiums          | Architekt |
| Roland Peter Litzenburger       | 1917–1987   | Schüler und Abiturient des Gymnasiums          | Grafiker, Maler Bildhauer                                                                                       |
| Fanny Morweiser                 | 1940–2014   | Schülerin des Gymnasiums                       | Schriftstellerin                                                                                                |
| Franz Theato                    | 1886–1984   | Schüler und Abiturient des Gymnasiums          | Politiker |
| Werner Thomas                   | 1910–2011   | Direktor am Gymnasium                          | Musikwissenschaftler und klassischer Philologe, Mitarbeiter und Freund von Carl Orff                            |
| Richard Zenke                   | 1901–1980   | Kunstlehrer am Gymnasium                       | Kunstpädagoge, Maler und Illustrator                                                                            |